# Green Lantern: First Flight
Green Lantern: First Flight im Freizeitpark Six Flags Magic Mountain (Valencia, Kalifornien, USA) war eine 4th-Dimension-Stahlachterbahn vom Modell Zac Spin des Schweizer Herstellers Intamin, die am 1. Juli 2011 eröffnet wurde. Die Anlage wurde im Juli 2017 ohne Angabe von Gründen geschlossen.
Die 247 m lange Strecke erreichte eine Höhe von 32 m, die einzelnen Wagen eine Höchstgeschwindigkeit von 55 km/h.
Die Wagen wurden so konstruiert, dass sich die Sitze nicht auf, sondern links und rechts der Schiene befanden. Pro Seite bestand ein Wagen aus vier Sitzen, wovon jeweils zwei Sitze nebeneinander und die anderen beiden Sitze auf der Rückseite angebracht waren. Die Wagen konnten dabei frei um ihre horizontale Achse rotieren.